# Киёт (Таджикистан)
Киёт (тадж. Қиёт) — село в Хатлонской области Республики Таджикистан. 
Входит в состав джамоата (сельской общины) им. Носира Хусрава Кубодиёнского района.
Находится на расстоянии меньше 1 км центра джамоата и района (пгт. Кубодиён).
Население — 3337 чел. (2017).